# Mienice
Mienice (niem. Mühnitz) – wieś w Polsce położona w województwie dolnośląskim, w powiecie trzebnickim, w gminie Wisznia Mała.

## Podział administracyjny
W latach 1975–1998 miejscowość administracyjnie należała do województwa wrocławskiego.

## Zabytki
Do wojewódzkiego rejestru zabytków wpisany jest:
- pałac, z początku XVIII w., przebudowany po 1860 r.